# Achaea intercisa
Achaea intercisa là một loài bướm đêm trong họ Erebidae.